# EV Electra
EV Electra Ltd. – libański startup planujący produkcję elektrycznych samochodów z siedzibą w Bejrucie działający od 2014 roku.

## Historia
Przedsiębiorstwo EV Electra Ltd. zostało założone w Bejrucie w 2014 roku przez urodzonego w Libanie palestyńskiego przedsiębiorcę Jihada Mohammada w 2014 roku, początkowo będąc częścią jego holdingu Jihad Mohammad Investment. Sam założyciel określił firmę jako pierwszą tego typu skoncentrowaną na produkcji samochodów elektrycznych nie tyko w Libanie, ale i regionie państw arabskich.  Poza głównym biurem w Bejrucie, EV Electra rozwinęło także operacje w innych regionach, otwierając biura w Kanadzie, Norwegii, Włoszech, Niemczech, a także na Cyprze.
W 2020 roku EV Electra ogłosiło plany budowy fabryki elektrycznych samochodów w rodzimym Libanie, z kolei rok później, w kwietniu 2021 roku przedsiębiorstwo przedstawiło pierwsze szczegółowe plany na temat konkretnych konstrukcji, jakie chce wdrożyć do produkcji. Za pierwszy z nich określono niewielki samochód sportowy o nazwie Quds Rise.
Jak określił prezes Jihad Mohammad, przedprodukcyjny egzemplarz Quds Rise został wykonany od początku do końca w Libanie. Określono jednocześnie plany wobec produkcyjnego modelu: jego nadwozie oraz podwozie mają być wytwarzane lokalnie, z kolei silnik elektryczny i baterie mają pochodzić od zagranicznego dostawcy, które będą razem montowane w Libanie. Zatrudniająca w 2021 roku 300 osób spółka wyrażała wówczas chęć produkcji rocznie ok. 10 tysięcy sztuk sportowego Quds Rise poczynając od połowy 2022 roku. Cena za egzemplarz miała wynosić ok. 30 tysięcy dolarów. EV Electra planowało uruchomić produkcję także dwóch dodatkowych pojazdów, zarówno innego sportowego coupe, jak i dużej limuzyny. Jeżeli plany uda się zrealizować, EV Electra byłaby pierwszym samochodem libańskiej produkcji w historii tego kraju.

### NEVS Emily GT
Pierwotne plany libańskiego startupu nie spotkały się z realizacją, a w grudniu 2023 prezes EV Electra ogłosił kupienie praw do wdrożenia do seryjnej proudcji prototypu Emily GT. Chęć odsprzedania nieukończonego projektu przez borykające się z kłopotami finansowymi NEVS przedstawiono w pierwszej połowie tego samego roku. Libańscy inwestorzy zadeklarowani wznowienie produkcji w dawnych zakładach Saab Automobile.

## Modele samochodów

### Historyczne
- Quds Rise (2021)